# Paris-Nice de 2001
A Paris-Nice de 2001, foi a edição número 59 da carreira, que esteve composta de oito etapas do 11 ao 18 março de 2001. Os ciclistas completaram um percurso de 1.219 km com saída em Nevers e chegada a Nice, na França. A carreira foi vencida pelo italiano Dario Frigo, que foi acompanhado no pódio pelo lituano Raimondas Rumšas e o belga Peter Van Petegem.

## Etapas
| Etapa | Data        | Percurso                              | km       | Ganhador          | Líder             |
| ----- | ----------- | ------------------------------------- | -------- | ----------------- | ----------------- |
| Pról. | 11 de março | Nevers (CRI)                          | 6.2 km   | Nico Mattan       | Nico Mattan       |
| 1ª    | 12 de março | Saint-Amand-Montrond-Clermont-Ferrand | 189.2 km | Fabien de Waele   | Nico Mattan       |
| 2ª    | 13 de março | Clermont-Ferrand-Saint-Étienne        | 195.4 km | Peter Van Petegem | Peter Van Petegem |
| 3ª    | 14 de março | Saint-Étienne-Villeneuve-lès-Avignon  | 217.9 km | Jans Koerts       | Peter Van Petegem |
| 4ª    | 15 de março | Tarascon-Sisteron                     | 195.6 km | Alex Zülle        | Peter Van Petegem |
| 5ª    | 16 de março | Berre-l'Étang-Saint-Raphaël           | 240.3 km | Piotr Wadecki     | Peter Van Petegem |
| 6ª    | 17 de março | Nice-Col d'Èze (CRI)                  | 10 km    | Dario Frigo       | Dario Frigo       |
| 7ª    | 18 de março | Nice-Nice                             | 157.1 km | Fabrizio Guidi    | Dario Frigo       |

### Prólogo
11-03-2001. Nevers, 6.2 km.  (CRI)
|   | Ciclista      | Equipa                           | Tempo  |
| - | ------------- | -------------------------------- | ------ |
| 1 | Nico Mattan   | Cofidis, le Crédit par Téléphone | 7' 48" |
| 2 | David Millar  | Cofidis, le Crédit par Téléphone | + 8"   |
| 3 | Florent Brard | Festina                          | + 9"   |

### 1a etapa
12-03-2001. Saint-Amand-Montrond-Clermont-Ferrand, 189.2 km.
|   | Ciclista        | Equipa          | Tempo      |
| - | --------------- | --------------- | ---------- |
| 1 | Fabien de Waele | Lotto-Adecco    | 5h 20' 53" |
| 2 | Stuart O'Grady  | Crédit Agricole | m. t.      |
| 3 | Danilo Hondo    | Telekom         | m. t.      |

### 2.ª etapa
13-03-2001. Clermont-Ferrand-Saint-Étienne 195.4 km.
|   | Ciclista            | Equipa         | Tempo      |
| - | ------------------- | -------------- | ---------- |
| 1 | Peter Van Petegem   | Mercury-Viatel | 5h 00' 53" |
| 2 | Alexandr Vinokourov | Telekom        | m. t.      |
| 3 | Dario Frigo         | Fassa Bortolo  | m. t.      |

### 3.ª etapa
14-03-2001. Saint-Étienne-Villeneuve-lès-Avignon 217.9 km.
|   | Ciclista           | Equipa                | Tempo      |
| - | ------------------ | --------------------- | ---------- |
| 1 | Jans Koerts        | Mercury-Viatel        | 4h 43' 28" |
| 2 | Jean-Patrick Nazon | La Française des Jeux | m. t.      |
| 3 | Danilo Hondo       | Telekom               | m. t.      |

### 4.ª etapa
15-03-2001. Tarascon-Sisteron, 195.6 km.
|   | Ciclista        | Equipa      | Tempo      |
| - | --------------- | ----------- | ---------- |
| 1 | Alex Zülle      | Team Coast  | 4h 55' 10" |
| 2 | José Azevedo    | ONZE-Eroski | m. t.      |
| 3 | Tristan Hoffman | CSC-Tiscali | + 4"       |

### 5.ª etapa
16-03-2001. Berre-l'Étang-Saint-Raphaël, 240.3 km.
|   | Ciclista       | Equipa                       | Tempo      |
| - | -------------- | ---------------------------- | ---------- |
| 1 | Piotr Wadecki  | Domo - Farm Frites - Latexco | 6h 24' 12" |
| 2 | Matteo Tosatto | Fassa Bortolo                | m. t.      |
| 3 | François Simon | Bonjour                      | + 36"      |

### 6.ª etapa
17-03-2001. Nice-Col d'Èze, 10 km.  CRI
|   | Ciclista         | Equipa        | Tempo   |
| - | ---------------- | ------------- | ------- |
| 1 | Dario Frigo      | Telekom       | 19' 53" |
| 2 | Raimondas Rumšas | Fassa Bortolo | + 27"   |
| 3 | José Azevedo     | ONZE-Eroski   | + 41"   |

### 7.ª etapa
18-03-2001. Nice-Nice, 157.1 km.
Chegada situada ao Passeio dos Anjos.
|   | Ciclista       | Equipa          | Tempo      |
| - | -------------- | --------------- | ---------- |
| 1 | Fabrizio Guidi | Mercury-Viatel  | 3h 38' 41" |
| 2 | Danilo Hondo   | Telekom         | m. t.      |
| 3 | Stuart O'Grady | Crédit Agricole | m. t.      |

## Classificações finais

### Classificação geral
| Pos. | Ciclista            | Equipa                           | Tempo       |
| ---- | ------------------- | -------------------------------- | ----------- |
|      | Dario Frigo         | Fassa Bortolo                    | 30h 32' 29" |
| 2    | Raimondas Rumšas    | Fassa Bortolo                    | + 26"       |
| 3    | Peter Van Petegem   | Mercury-Viatel                   | + 52"       |
| 4    | David Moncoutié     | Cofidis, le Crédit par Téléphone | + 55"       |
| 5    | José Azevedo        | ONZE-Eroski                      | + 1' 01"    |
| 6    | Mario Aerts         | Lotto-Adecco                     | m. t.       |
| 7    | Alexandr Vinokourov | Telekom                          | + 1' 10"    |
| 8    | Jörg Jaksche        | ONZE-Eroski                      | + 1' 22"    |
| 9    | Tobias Steinhauser  | Gerolsteiner                     | + 1' 36"    |
| 10   | Michele Bartoli     | Mapei-QuickStep                  | + 1' 42"    |